# Мушайра
Мушайра (урду مشاعرہ‎, mus̱ẖāʿirah) — это поэтическое собрание или соревнование. Во время мушайры собираются поэты для исполнения своих произведений. Этот ритуал является элементом культуры Пакистана, Северной Индии, Деккана, Казахстана. Особенное распространение эта форма стала популярна среди Хайдерабадских мусульман, и она высоко ценится участниками как форум свободного самовыражения.

## История

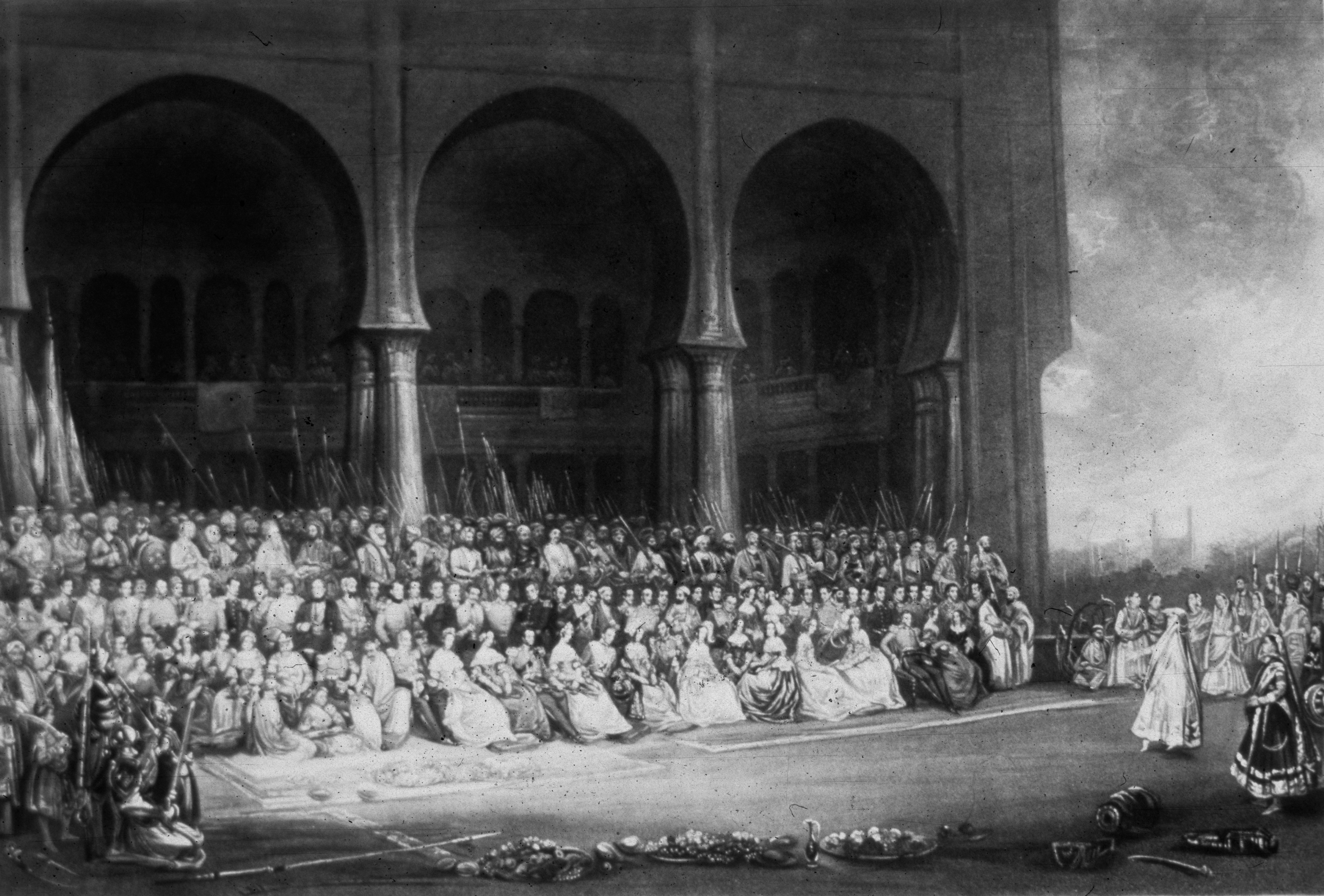
Поэтическое собрание в Хайдарабаде, начало XIX века.

Поэзия на языке урду заняла свое высокое место в XVII веке, когда Моголы установили свое владычество в Индии. В Индии существует представление, что стихи следует произносить в собрании людей с достаточным пониманием языка, так чтобы присутствующие могли наслаждаться, критиковать, и в конечном счете оценить то, что было прочитано участниками собрания. Поэтическое собрание до XX века, как правило, происходило при Дворах правителей в присутствии падишаха и его министров. Это привело к развитию языка и поэзии на урду, и люди восприняли идеи практической поэзии в соответствии с требованием общественных интересов и общественного блага.

### Развитие
Наиболее распространенная форма поэтического собрания — это «мушайра», на нем собирались поэты, чтобы прочитать свои произведения сочиненные в соответствии со строгим метрическим рисунком, согласованные предварительно, даже если встреча предполагала некую свободу импровизации и на собрании допускалось присутствие слушателей и любителей поэзии. Легенда гласит, что форма такого поэтического собрания приняла свой вид в XVIII веке при Могольском Дворе. Культура поэтического образования была построена вокруг уроков написания стихов, что стало модным для Двора. Бахадур Шах Зафар, последний Могольский Император Индии, был выдающимся поэтом. Он имел обыкновение задавать сложные поэтические задачи, такие как сложное искусство «Тазмин» (tazmin), что привело к развитию «Тарахи Мушайра» (Tarahi Mushaira).

## Формы
Мушайра может принимать различные формы. Традиционно газаль является специфической стихотворной формой будь то пропевание или чтение её. Хотя также были разрешены и другие формы поэзии, декламации и пения. Если поэзия носила юмористический или иронический характер, то собрание именовалось «Мушайра Мазахия» (Mazahiya Mushaira). Эта форма сохранилась в Индии и Пакистане до наших дней.
Сейчас приглашенные поэты обычно сидят за длинным столом в передней части комнаты, при этом самых почитаемых из них усаживают в центре. Организатор мущайры, лично приглашает каждого поэта для выступления. Однако форма является относительно свободной, и любой желающий может попросить слово и выступить со своим стихотворением или песней. Хозяин, как правило, позволяет самым известным поэтам выступать в завершение собрания. Традиционно, выступление каждого поэта начинается с того момента, когда перед ним ставят горящую свечу в высоком подсвечнике со стеклянным колпаком. Право зажечь свечу перед началом вечера предоставляется почетному гостю.
Зрители располагающиеся во втором, а иногда и третьем ряду принимают активное участие во время чтения, поддерживая поэтов одобрительными возгласами «Вах! Вах!» по окончании понравившейся строфы. Если строфа особенно понравилась, то раздаются просьбы присутствующих повторить, а иногда кто-то из участников может рефреном повторить понравившуюся строку, что также является знаком одобрения.
В последнее время, в Индии и Пакистане можно наблюдать синтез традиционных исламских мушайра с индуистскими Кави Саммелан. Сейчас такие «Мушайра-Кави Саммелан» проводятся по всему земному шару.
Традиция мушайра сохранилась в Казахстане, где поэтические соревнования среди акынов проводятся регулярно и на очень высоком уровне.
Вот как описывает традицию мушайры советский писатель Николай Семенович Тихонов, побывавший в Индии: «В дружественной нам Индии сейчас процветает „мушайра“ — так там называют народные поэтические собрания. Их происходит множество во всех концах огромной страны. В одном Бомбее четыре или пять раз в год собираются на мушайру поэты и слушатели. Когда закатится солнце, слушатели усаживаются прямо на земле и всю ночь при свете факелов или ламп слушают поэтов. Иногда количество слушателей превышает двадцать пять тысяч человек. Выступают молодые поэты и старые. Люди внимательно, с полным пониманием силы стихов слушают поэтов. При появлении известного всей стране поэта они устраивают ему овацию. Каждую добрую метафору, каждое смелое сравнение, замечательный эпитет, звучную рифму они встречают восторженным одобрением. Они гонят плохого, непонятного, заумного стихотворца. Они отличают слабого подражателя от настоящего поэта и вслух критикуют его».

## Тарахи Мушайра
Иногда мушайра проводится в форме соревнования и называется «Тарахи Мушайра». Для этого участникам предлагается строка «мисра» (половина бейта) и поэты сочиняют свои газели используя мисру и «бехар» (ритмический метр) этой мисры. По словам современного поэта сочиняющего стихи на урду, профессора Васим Кхана Сеема, кажется, самым привычным и традиционным способом написания стихов на урду является принцип AAMAD (прорастания поэтической мысли в уме поэта), а не просто использование технических приемов, как это делается в Тарахи Мушайра.

## Список литературы
1. ↑  Andhra Pradesh / Hyderabad News : Funny weekend in store for poetry lovers. The Hindu (9 декабря 2005). Дата обращения: 12 сентября 2011. Архивировано из оригинала 7 сентября 2006 года.
2. ↑  For the Love of Poetry: Mughals & Mushairas | Preet Reads. Дата обращения: 13 марта 2018. Архивировано 14 марта 2018 года.
3. ↑  Of mushairas and Urdu poetry in an era gone by - Times of India. Дата обращения: 13 марта 2018. Архивировано 11 апреля 2018 года.
4. ↑  History of Ghazal. Дата обращения: 23 декабря 2014. Архивировано 11 февраля 2015 года.
5. ↑  В Астане состоялся Гала-концерт Республиканского смотра-фестиваля самодеятельного творчества организации ветеранов «Қайран ерлер, қаһарман ардагерлер!» Оренбургские новости (22 апреля 2015). Дата обращения: 14 марта 2018. Архивировано 28 июня 2017 года.
6. ↑  Тихонов Н. С. . Писатель и эпоха: Выступления, лит. записи, очерки. — М.: «Советский писатель», 1974.